# Saison 1 de La Maison de Mickey
Chronologie
Saison 2
Cet article présente le guide des résumés des vingt-sept épisodes de la série télévisée américaine : La Maison de Mickey. La diffusion de la première saison a duré du 5 mai 2006 jusqu'au 27 juillet 2007.

## Épisodes

### Épisode 1:Daisy perd ses moutons
- États-Unis : 5 mai 2006